# Astragalus crotalariae
Astragalus crotalariae är en ärtväxtart som beskrevs av Asa Gray. Astragalus crotalariae ingår i släktet vedlar, och familjen ärtväxter. Inga underarter finns listade i Catalogue of Life.